# 竹村武司
竹村 武司（たけむら たけし、1978年 - ）は、日本の放送作家、脚本家。
山田孝之の出演作品を多く手がけている。山田孝之が取締役CIOを務める新会社・ミーアンドスターズ株式会社の経営にも参加。

## 略歴
東京都台東区浅草生まれ。筑波大学附属小学校、筑波大学附属中学校・高等学校を経て、立教大学法学部を卒業後、広告代理店勤務を経て、放送作家の道に進む。

## 作品

### 担当番組
- 山田孝之のカンヌ映画祭（テレビ東京）
- 山田孝之の元気を送るテレビ（テレビ東京）
- ママモコモてれび（日本テレビ）
- じゃじゃじゃじゃ〜ン！（フジテレビ）
- 痛快TV スカッとジャパン（フジテレビ）
- SONGS（NHK総合）
- キッチン戦隊クックルンシリーズ（NHK Eテレ）
  - すすめ!キッチン戦隊クックルン
  - ゴー！ゴー！キッチン戦隊クックルン
- 天才てれびくんYOU（NHK Eテレ）
- ビットワールド（NHK Eテレ）
- 植物に学ぶ生存戦略 話す人・山田孝之（NHK Eテレ）
- 7つの海を楽しもう!世界さまぁ〜リゾート（TBS）
- この差って何ですか？（TBS）
- タモリ倶楽部（テレビ朝日）
- あいつ今何してる?（テレビ朝日）
- くりぃむクイズ ミラクル9（テレビ朝日）
- イグナッツ!!（テレビ朝日）
- これって私だけ?（朝日放送テレビ制作・テレビ朝日）
- トゲアリトゲナシトゲトゲ（テレビ朝日）
- 23時の密着テレビ「レベチな人、見つけた」（テレビ東京）
- ダウンタウンDX（読売テレビ制作・日本テレビ）
- 解決!チョコプラ即興劇場（読売テレビ制作・日本テレビ）
- まっちゃんねる（フジテレビ）
- まつもtoなかい→だれかtoなかい（フジテレビ）
- あなたの代わりに見てきます!リア突WEST（朝日放送テレビ制作・テレビ朝日）
- サタデープラス（MBSテレビ制作・TBS）
- 一億総リミッター解除バラエティ 衝動に駆られてみる（テレビ朝日）
- 推しといつまでも（MBSテレビ制作・TBS）
- 魔改造の夜（NHK BSプレミアム → NHK総合）
- BAZOOKA!!!（BSスカパー! → ABEMA）
- 偏愛ミュージックサロン（NHK総合）

### テレビドラマ
- メ〜テレドラマ 卒業（2014年、メ〜テレ） - 脚本
- 山田孝之の東京都北区赤羽（2015年、テレビ東京） - 構成
- かもしれない女優たち（2015年、フジテレビ） - 脚本協力
- ふなっしー探偵（2016年、フジテレビ） - 痛快TV スカッとジャパン監修
- Friend-Ship Project 初恋▽トライアングル〜あのコは何でニッポンに?〜（2016年、テレビ東京） - 構成
- その「おこだわり」、私にもくれよ!!（2016年、テレビ東京） - 脚本
- ちょい☆ドラ2017〜人生でエモいことは10分で起こる〜「もうひとつのドキュメント72時間 幻の10分」（2017年、NHK総合） - 構成
- MASKMEN（2018年、テレビ東京）- 構成
- このマンガがすごい!（2018年、テレビ東京） - 構成
- サ道（2019年、テレビ東京） - 脚本
- 猪又進と8人の喪女〜私の初めてもらってください〜（2019年、カンテレ / 2020年、BSフジ） - 脚本
- 四月一日さん家と（2020年、テレビ東京） - 脚本
- 光秀のスマホ（2020年、NHK総合） - 脚本
- 竹内涼真の撮休（2020年、WOWOW） - 脚本
- がんばれ!TEAM NACS（2021年、WOWOW） - 脚本・構成
- 土方のスマホ（2021年、NHK総合） - 脚本
- キン肉マン THE LOST LEGEND（2021年、WOWOW） - 構成
- 義経のスマホ（2022年、NHK総合） - 脚本
- 鉄オタ道子、2万キロ（2022年、テレビ東京） - シリーズ構成・脚本
- 信長のスマホ（2023年、NHK総合） - 脚本
- 警視庁考察一課（2023年、テレビ東京） - 脚本
- 往生際の意味を知れ!（2023年、MBS）- 脚本
- 秀吉のスマホ（2023年、NHK総合） - 脚本
- 家康と三成のスマホ（2023年、NHK総合） - 脚本
- つづ井さん（2024年、読売テレビ） - 脚本
- 紫式部のスマホ（2024年、NHK総合） - 脚本

### Webアニメ
- 暗黒家族 ワラビさん（2021年、smash.） - 原案・脚本